# زندگی مشترک آقای محمودی و بانو
زندگی مشترک آقای محمودی و بانو فیلمی به کارگردانی روح‌الله حجازی و نویسندگی علی طالب آبادی محصول سال ۱۳۹۱ است.

## بازیگران
- حمید فرخ نژاد (منصور)
- ترانه علیدوستی (ساناز)
- هنگامه قاضیانی (محدثه)
- پیمان قاسم‌خانی (رامتین)
- ترلان پروانه

## جوایز
- جایزه نپتک استرالیا ۲۰۱۴

## خلاصه داستان
ساناز (ترانه علیدوستی) به همراه همسرش رامتین (پیمان قاسم خانی) برای مرمت منزل خاله خود محدثه (هنگامه قاضیانی) چند روزی مهمان آن‌ها هستند.